# Akiyuki Yokoyama
Akiyuki Yokoyama (japanisch 横山 暁之 Yokoyama Akiyuki; * 26. März 1997 in der Präfektur Tokio) ist ein japanischer Fußballspieler.

## Karriere
Akiyuki Yokoyama erlernte das Fußballspielen in der Jugendmannschaft von Tokyo Verdy sowie in der Universitätsmannschaft der Hokuriku University. Von April 2019 bis Januar 2020 war er vertrags- und vereinslos. Am 1. Februar 2020 nahm ihn der Fujieda MYFC unter Vertrag. Der Verein aus Fujieda, einer Stadt in der Präfektur Shizuoka, spielt in der dritten japanischen Liga. Sein Drittligadebüt gab Akiyuki Yokoyama am 28. August 2021 (16. Spieltag) im Auswärtsspiel gegen Kataller Toyama. Hier stand er in der Startelf und wurde in der 41. Minute gegen Takumi Kiyomoto ausgewechselt. Am Ende der Saison 2022 feierte er mit dem Verein die Vizemeisterschaft und den Aufstieg in die zweite Liga. Nach vier Spielzeiten, in denen er 77 Ligaspiele bestritt, wechselte er im Januar 2024 zum Ligakonkurrenten JEF United Chiba.

## Erfolge
Fujieda MYFC
- Japanischer Drittligavizemeister: 2022  ▲